# Yokogawa Denki
Das Unternehmen Yokogawa Denki K.K. (jap. 横河電機株式会社, Yokogawa Denki Kabushiki kaisha, engl. Yokogawa Electric Corp.), gelistet im Nikkei 225, ist ein japanischer Hersteller von Test- und Messgeräten sowie von Systemen für die automatische Produktion mit Sitz in Musashino, Präfektur Tokio, westlich von Tokio. Es wurde am 1. September 1915 gegründet. Von den weltweit 84 Werken in 33 Ländern gibt es drei in Deutschland: Ratingen (seit 1989), Wehr (seit 1991) (Rota Yokogawa, vormals Rota, gegründet 1909) und Herrsching am Ammersee (seit 1994). Die erste Niederlassung in Deutschland wurde 1956 in Düsseldorf eröffnet. Yokogawa beschäftigt über 20.000 Mitarbeiter, davon 230 in Deutschland, und machte 2008 einen Umsatz von 376,5 Milliarden Yen.

## Zahlen

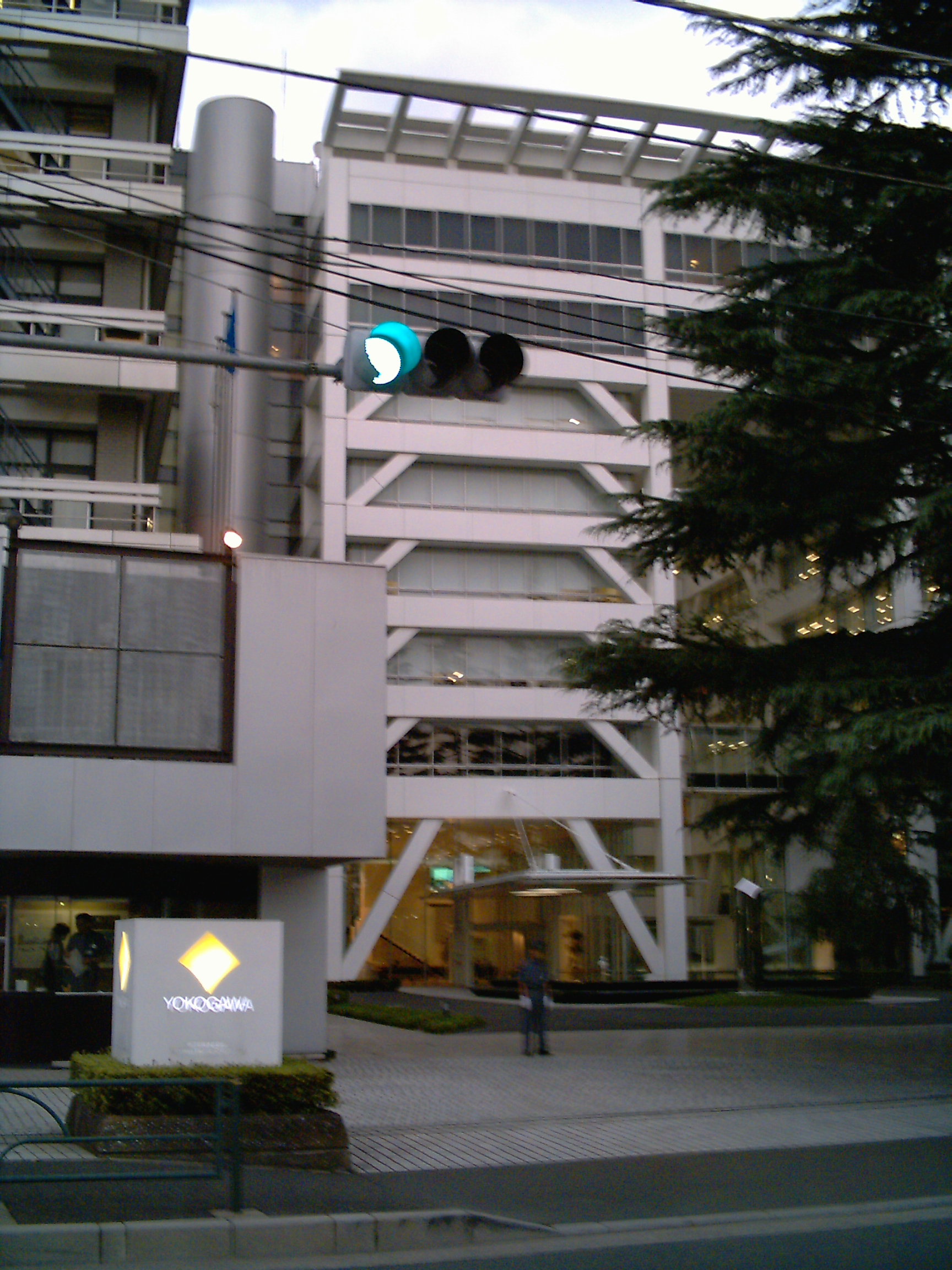
Hauptquartier in Musashino

das Fiskaljahr endet im März des folgenden Jahres
| Fiskaljahr | Umsatz in Milliarden Yen | Mitarbeiter |
| ---------- | ------------------------ | ----------- |
| 2000       | 352,6                    | 18504       |
| 2001       | 310,8                    | 17224       |
| 2002       | 328,8                    | 18675       |
| 2003       | 371,9                    | 18364       |
| 2004       | 387,1                    | 18972       |
| 2005       | 388,9                    | 17858       |
| 2006       | 433,4                    | 19286       |
| 2007       | 437,4                    | 20266       |
| 2008       | 376,5                    | 20247       |
| 2009       | 316,6                    | 19574       |
| 2010       | 325,6                    | 19334       |